# Lloro de cara canyella
El lloro de cara canyella  (Hapalopsittaca amazonina) és una espècie d'ocell de la família dels psitàcids que habita la selva humida de les muntanyes del sud i est de Colòmbia, nord-oest de Veneçuela i nord i possiblement del centre de l'Equador.

## Taxonomia
El lloro de cara canyella té aquestes tres subespècies:
- H. a. theresae (Hellmayr, 1915)
- H. a. velezi Graves, GR & Restrepo, 1989
- H. a. amazonina (Des Murs, 1845)

El que ara són el lloro de Fuertes (H. fuertesi) i el lloro de Salvin (H. pyrrhops) eren tractats anteriorment com a subespècies del lloro de cara canyella. Ara els tres formen una superespècie.

## Distribució i hàbitat
Les subespècies del lloro de cara canyella es troben distribuïdes així:
- H. a. theresae, al nord-oest de Veneçuela, des del centre de Trujillo fins al nord de Táchira
- H. a. velezi, als Andes centrals i occidentals de Colòmbia i possiblement l'extrem nord de l'Equador
- H. a. amazonina, als Andes orientals de Colòmbia i l'extrem occidental de Veneçuela

Els registres visuals no documentats a l'Equador porten el Comitè de Classificació Sud-americà de l'American Ornithological Society a classificar l'espècie com a hipotètica en aquest país.
Habita majoritàriament en la selva nebulosa, molt humida, en altures que oscil·len entre els 2.500 i els 3.000 metres, tot i que també se n'han vist a tan sols 1.500 metres i fins als 3.500 metres.